# Cerro Cabra
El cerro Cabra es una montaña localizada al este del distrito de Arraiján, provincia de Panamá Oeste, muy próximo al Canal de Panamá. Tiene una altura de 512 m y es la principal elevación del distrito.

## Generalidades

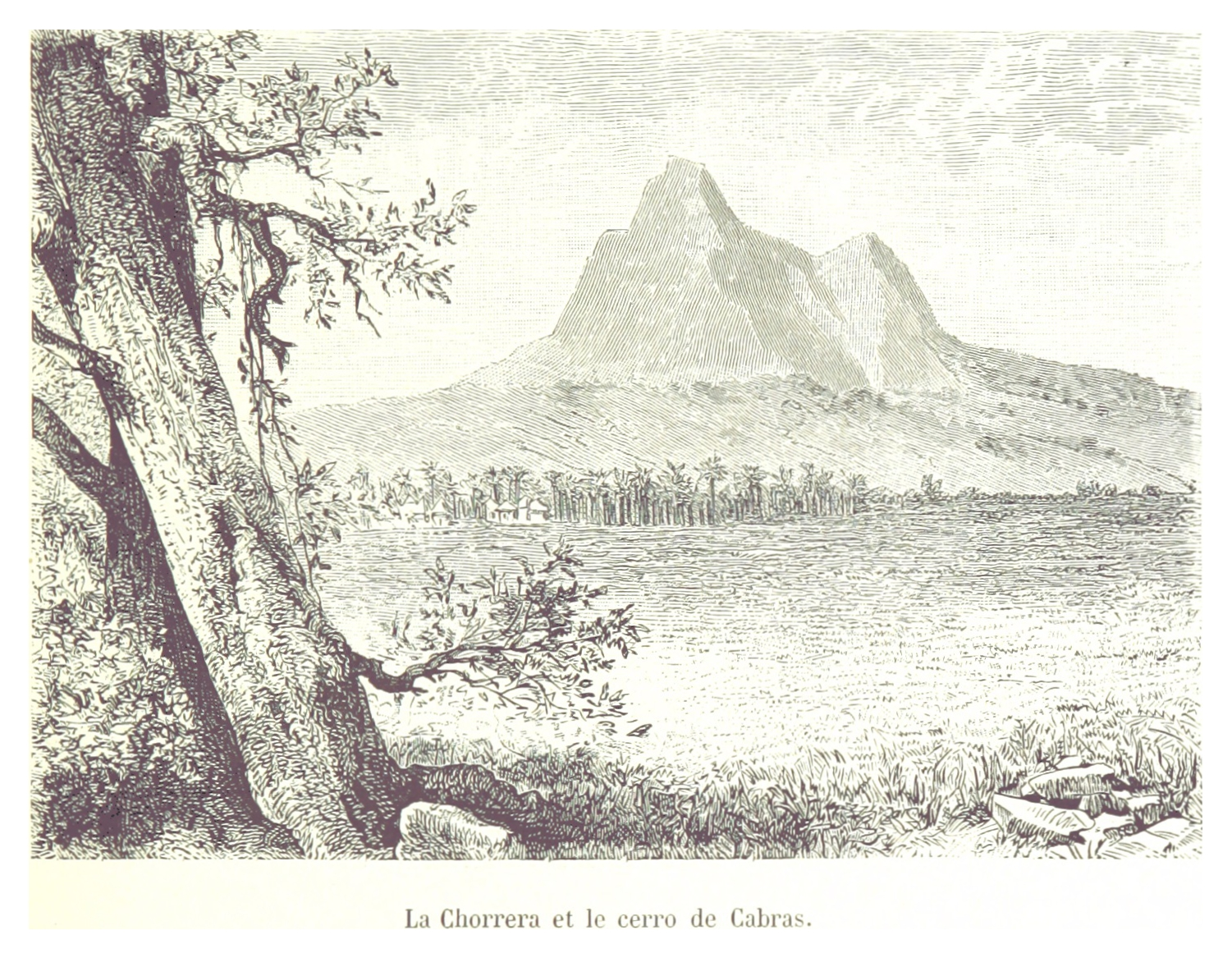
Vista del Cerro Cabra (dibujo de 1886).

El cerro es catalogado como un domo o cono volcánico del cuaternario y fue considerado históricamente como un punto de extracción de oro. Según el escritor e historiador local Lucas Bárcenas, los indígenas del período Cubitá (550 - 700 d. C.) dentro de la cultura del Gran Coclé lo llamaban "el Jefe".
Gran parte del cerro está invadido por la paja canalera (Saccharum spontaneum), que fue introducido en 1913 por los estadounidenses para detener la erosión en zonas cercanas al canal.
El 5 de abril de 2012 fue declarado área protegida del distrito de Arraiján, con el fin de salvaguardar el cerro de varias canteras que se habían establecido en la zona.